# Straßenbahn Tōkyō

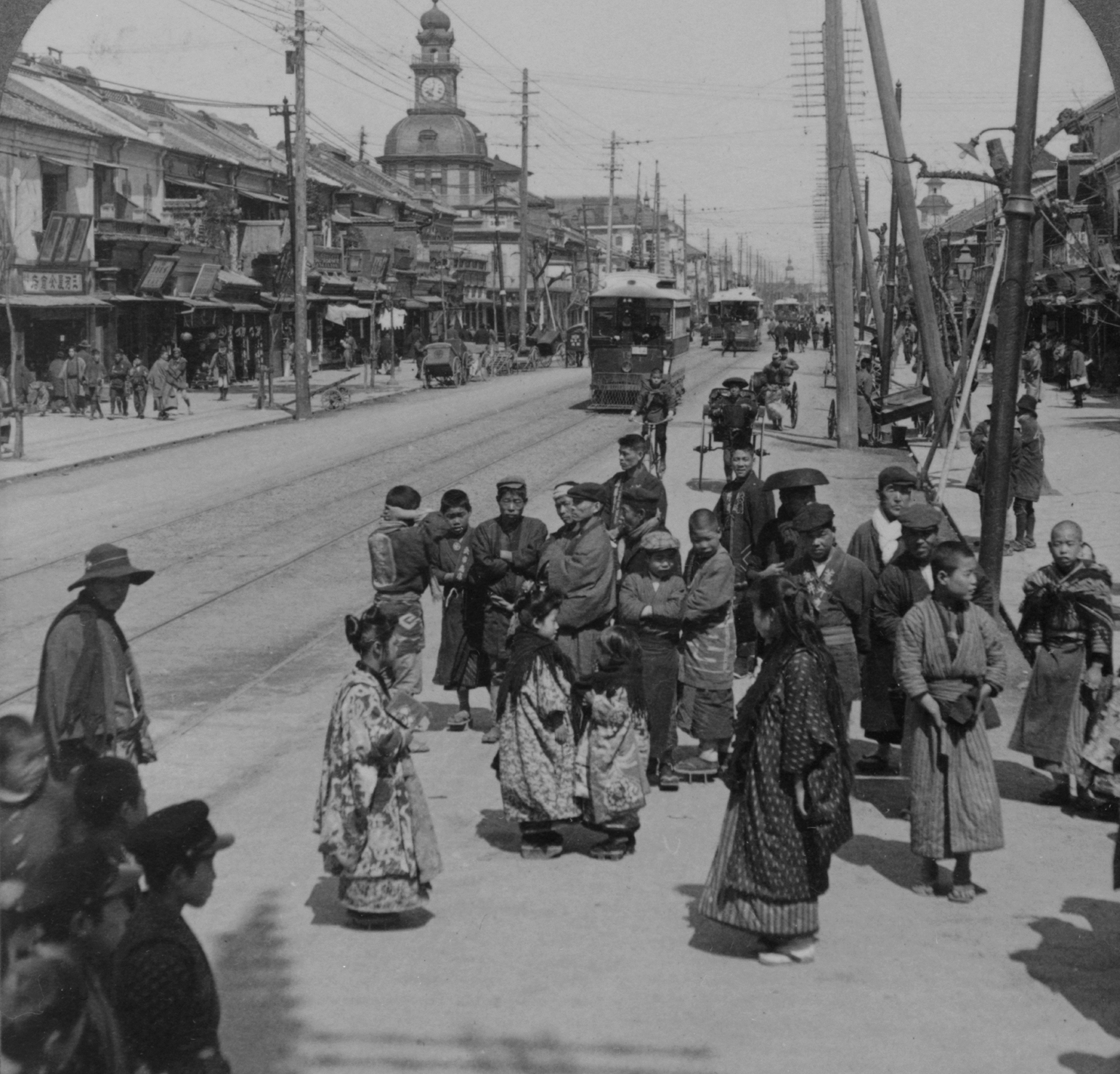
Die Ginza zu Beginn des elektrischen Betriebs

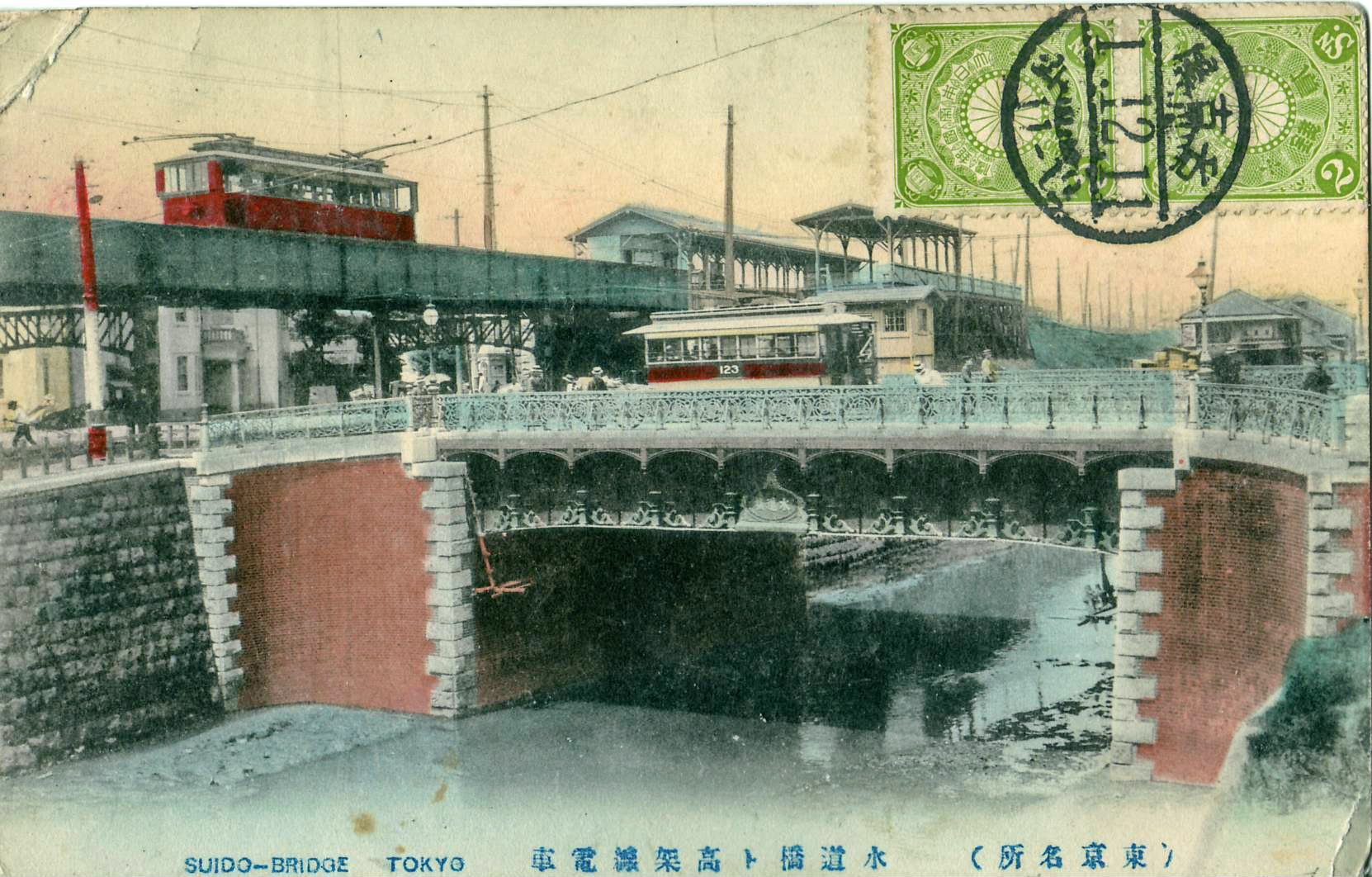
Kolorierte Postkartenansicht der Suidōbashi in Chiyoda Ende der Meiji-Zeit

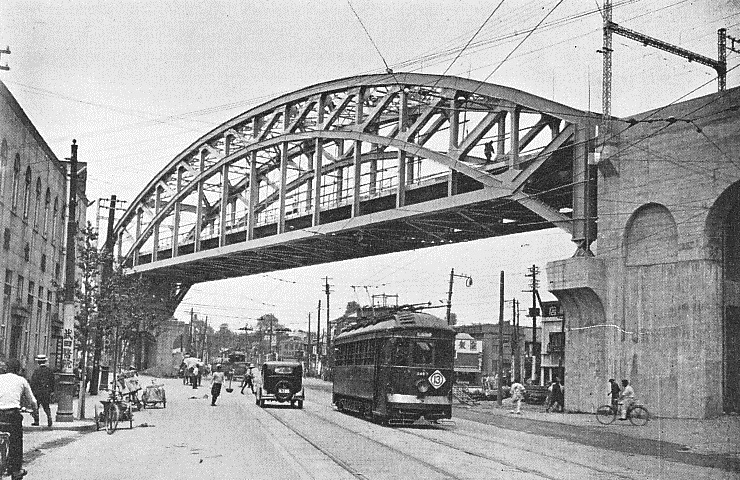
Straßenszene im Matsuzumichō 1932

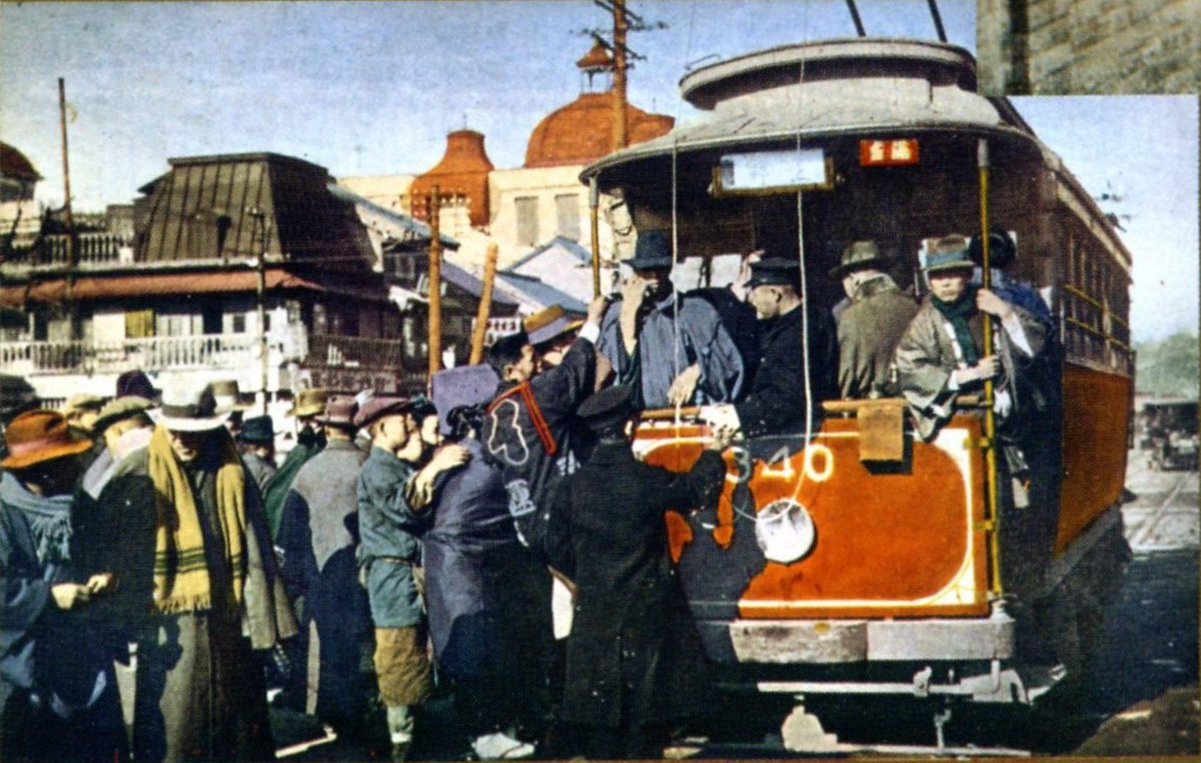
Hochbetrieb in der Taishō-Zeit

Netzentwicklung (durchgezogen = Bestand, unterbrochen/punktiert = stillgelegt)

Die Straßenbahn Tōkyō, bzw. Straßenbahn der (Stadt-)Präfektur Tōkyō (jap. 東京都電, Tōkyō-toden) – ehemals Städtische Straßenbahn Tōkyō (東京市電, Tōkyō-shiden) – ist das Straßenbahnnetz der japanischen Hauptstadt Tōkyō. Es wurde 1882 als privatwirtschaftliche Pferdebahn begründet und nach Elektrifizierung und Erweiterung ab 1911 unter städtischer Regie bis in die Nachkriegszeit weiter ausgebaut. Seit 1972 wird nur noch die 12,2 km lange Arakawa-Linie im Norden der Stadt betrieben, und von einer anderen Gesellschaft die 5,0 km lange Tōkyū Setagaya-Linie im Südwesten.
Die Privatgesellschaft Tōkyō Basha Tetsudō (東京馬車鉄道) eröffnete ab 25. Juni 1882 eine Pferdebahnlinie von Shinbashi/Shiodome (新橋/汐留) als Rundkurs durch die Unterstadt bis Ueno und Asakusa. Ab 1897 ergänzte diese eine Linie in 737 mm Spurweite nach Süden bis Shinagawa, zunächst von der Gesellschaft Shinagawa Basha Tetsudō (品川馬車鉄道) betrieben, bevor sie von ersterer übernommen wurde. Im Sommer 1903 wurde zuerst diese auf die künftig gültige Spurweite von 1372 mm umgespurt und elektrifiziert; die Gesellschaft wurde zur Tōkyō Densha Tetsudō (東京電車鉄道) und elektrifizierte auch das restliche Netz im Folgejahr, verbunden mit teilweiser Umtrassierung. Zugleich bauten die beiden Gesellschaften Tōkyō Shigai Tetsudō (東京市街鉄道) und Tōkyō Denki Tetsudō (東京電気鉄道) separate Netze auf. Alle drei vereinigten sich 1906 zur Tōkyō Tetsudō (東京鉄道) und setzten den Netzausbau fort.
1911 übernahm die Stadt Tōkyō den Betrieb und führte die Erweiterung des Streckennetzes unablässig fort, sodass in den 1930er-Jahren praktisch alle inneren Stadtteile mit einem engmaschigen Netz erschlossen waren. Ab 1927 ergänzte außerdem die U-Bahn Tokio den Nahverkehr. Aufgrund politischer Vorgaben wurden einige zuvor von Privatgesellschaften betriebene Netze am Stadtrand 1942 übernommen; dies betraf besonders die seit 1917 bestehende Jōtō Denki Kidō (城東電気軌道) im Osten und die 1911 begründete Ōji Denki Kidō (王子電気軌道) im Norden. Von der Tamagawa Denki Tetsudō (玉川電気鉄道 – der späteren Tōkyū) wurden nur kurze, ab 1922 östlich vom Bahnhof Shibuya errichtete Strecken 1938 städtisch. Zwischen 1924 und 1933 gab es außerdem eine Durchbindung mit der Keihin Denki Tetsudō (京浜電気鉄道 – die spätere Keikyū) über Shinagawa nach Kawasaki. 1943 fiel der Straßenbahnbetrieb bei der Abschaffung der Stadt Tokio an die Präfektur Tokio.
Nach weiteren kriegsbedingten Umstrukturierungen und temporären Stilllegungen erlangte das Netz 1951 mit dem Erwerb der ab 1921 durch die Seibu Tetsudō in 1067 mm Spurweite errichteten Suginami-Linie (杉並線) westlich von Shinjuku seine größte Ausdehnung mit etwa 213 km. Zugunsten des zwischen 1952 und 1968 betriebenen O-Busnetzes wurde lediglich eine kurze vom restlichen Streckennetz getrennte Linie im äußersten Osten eingestellt.
Wegen der veränderten Verkehrspolitik wurden parallel zum nun wiederauflebenden Ausbau des U-Bahnnetzes beständig Strecken in einem siebenstufigen Prozess schrittweise eingestellt, sodass bis 1972 nur noch die beiden heute bestehenden Linie verblieben. Diese war durch weitestgehende Trassierung auf unabhängigem Bahnkörper dem Individualverkehr kaum ein Hindernis und andererseits nur schwer durch Busse zu ersetzen, was den Weiterbetrieb rechtfertigte. Potentielle Erweiterungen des Betriebs – ob von der Bestandsstrecke ausgehend oder separat – kamen seither nie über das Diskussionsstadium hinaus.
Unmittelbar neben dem bestehenden Depot in Arakawa sind historische Originalfahrzeuge auf einem öffentlich zugänglichen Gedenkplatz ausgestellt.